# François-Adolphe-Laurent Sevez
François-Adolphe-Laurent Sevez, francoski general, * 1891, † 1948.